# Quintus Hortensius Hortalus
Quintus Hortensius Hortalus, oft nur kurz Hortensius (* 114 v. Chr.; † 50 v. Chr.), war römischer Senator, Konsul (69 v. Chr.) und Redner. Bis zum Auftreten Marcus Tullius Ciceros galt er als der bedeutendste Redner in Rom.
Hortensius gehörte einer plebeischen Familie an (gens Hortensia), die zuerst im 2. Jahrhundert v. Chr. in senatorischen Ämtern bezeugt ist. Sein Vater Lucius war Prokonsul von Sizilien und ist vermutlich der Hortensius, der bei Lucilius bezeugt ist. Die Mutter des Redners, Sempronia, war eine Tochter des Konsuls von 129 v. Chr., Gaius Sempronius Tuditanus.
Hortensius trat schon in jungen Jahren, vor dem Tod des berühmten Redners Lucius Licinius Crassus 91 v. Chr., als Redner hervor. Zu dieser Zeit heiratete er Lutatia, eine Tochter des Quintus Lutatius Catulus, des Konsuls 102 v. Chr., und der Servilia, deren Bruder und Vater ebenfalls Konsuln gewesen waren. Der Ehe entstammte eine Tochter namens Hortensia. Im Bundesgenossenkrieg diente Hortensius als Soldat und Militärtribun. Nach dem Ende des Krieges nahm er seine Tätigkeit als Gerichtsredner wieder auf. Im Jahr 75 wurde er Ädil, im Jahr 72 v. Chr. saß er als Prätor dem Gerichtshof de repetundis vor.
Hortensius und Cicero trafen häufig als Prozessgegner aufeinander, beispielsweise 70 v. Chr. im Prozess gegen Gaius Verres. Cicero widmete ihm eine Schrift, Hortensius, die verloren gegangen ist; in der Einleitung zu Brutus würdigt er seinen Beitrag zur lateinischen Rhetorik.
Hortensius war Vertreter des asianischen Redestils, der durch besonders blumige und ausschweifende Formulierung gekennzeichnet ist, und schrieb auch Gedichte. Seine musikalische Stimme machte es zu einem Vergnügen, ihm zuzuhören.
Hortensius verfügte über ein beachtenswertes Gedächtnis, das ihm ermöglichte, sich die exakten Worte der Argumentation seines Kontrahenten zu merken, ohne sich dabei auch nur eine Notiz zu machen. So kam es einst auch zu einer Wette, bei der Hortensius einen ganzen Tag lang den Ablauf einer Versteigerung beobachtete. Am Ende benannte er alle versteigerten Objekte in korrekter Reihenfolge und nannte sowohl Käufer als auch Preis der Güter.
Nachdem Hortensius etwa im Jahre 70 v. Chr. zur Feier seiner Amtseinsetzung seinen Gästen Pfauenbrust servieren ließ, wurde der Vogel zur kulinarischen Mode Roms.
Im Jahr 53 v. Chr. überredete Hortensius Cato den Jüngeren, ihm seine Frau Marcia „auszuleihen“. Cato, der den Argumenten der Stoa sehr zugeneigt war, ließ sich tatsächlich von seiner Frau, die er sehr liebte, scheiden, um Hortensius, der sich mit seinem Sohn entzweit hatte, einen Nachkommen zu ermöglichen. Als jedoch Hortensius wenige Jahre später starb, ohne ein Kind von Marcia bekommen zu haben, kehrte sie zu Cato zurück.